# Botnsá
Die Botnsá ist ein Fluss im Westen Islands in der Gemeinde Hvalfjarðarsveit.

## Flussverlauf
Die Botnsá bildet den Abfluss des Hvalvatns, sie fließt nördlich des Hvalfell. Hier stürzt sie 196 Meter über den Glymur, den zweithöchsten Wasserfall des Landes. Weiter durch das unbewohnte Botnsdalur in die Bucht Botnsvogur, dem östlichsten Teil des Hvalfjörðurs. Knapp vor der Mündung überquert der Hvalfjarðarvegur  als einzige Straße diesen Fluss.